# Joseph Spengler
Pour les articles homonymes, voir Spengler.
Joseph John Spengler (19 novembre 1902 – 2 janvier 1991) est un économiste, un statisticien, et un historien de la pensée économique américain. Il reçoit le prix John Frederick Lewis de la Société américaine de philosophie en 1951 et se voit décerner un Distinguished Fellow Award par la History of Economics Society en 1981,. À sa mort, il est professeur émérite d'économie à l'université Duke.

## Biographie

### Jeunesse et études
Spengler né à Piqua dans l'Ohio. Il est diplômé du lycée de Piqua et étudie initialement le journalisme pour ses études supérieures. Il quitte ses études après sa première année pour devenir journaliste du crime. Un an après, il reprend les études pour étudier la sociologie et la science politique. Il se dirige alors vers l'économie. Il reçoit son Bachelor, son Master et son PhD à la Ohio State University. Sa dissertation de doctorat, rédigée en 1930 est une étude comparative sur la fertilité des natifs américains et des femmes immigrées aux États-Unis.

### Carrière
Il enseigne à l'Université de l'Arizona, puis rejoint la faculté de l'Université Duke en 1932. D'abord professeur invité, il en devient membre permanent en 1934. Il y reste jusqu'à la retraite du professeur d'économie, en 1972. Avec Earl J. Hamilton, Spengler il construit le premier programme de niveau graduate en histoire économique de l'université et le premier groupe de recherche en Histoire des politiques économiques.